# Otto Richard Bossert

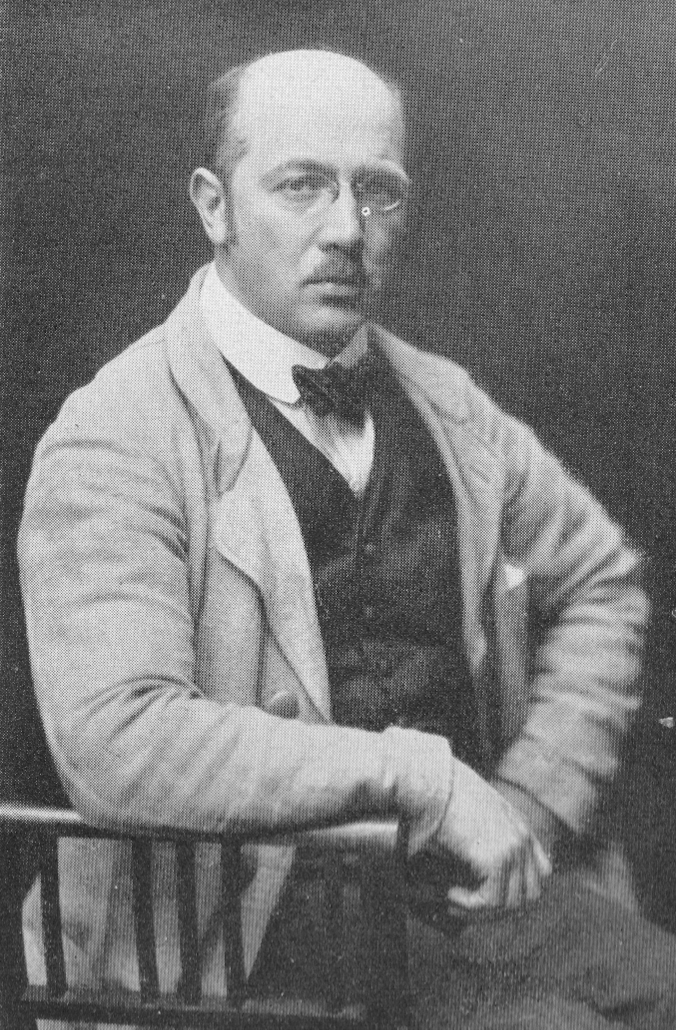
Richard Bossert

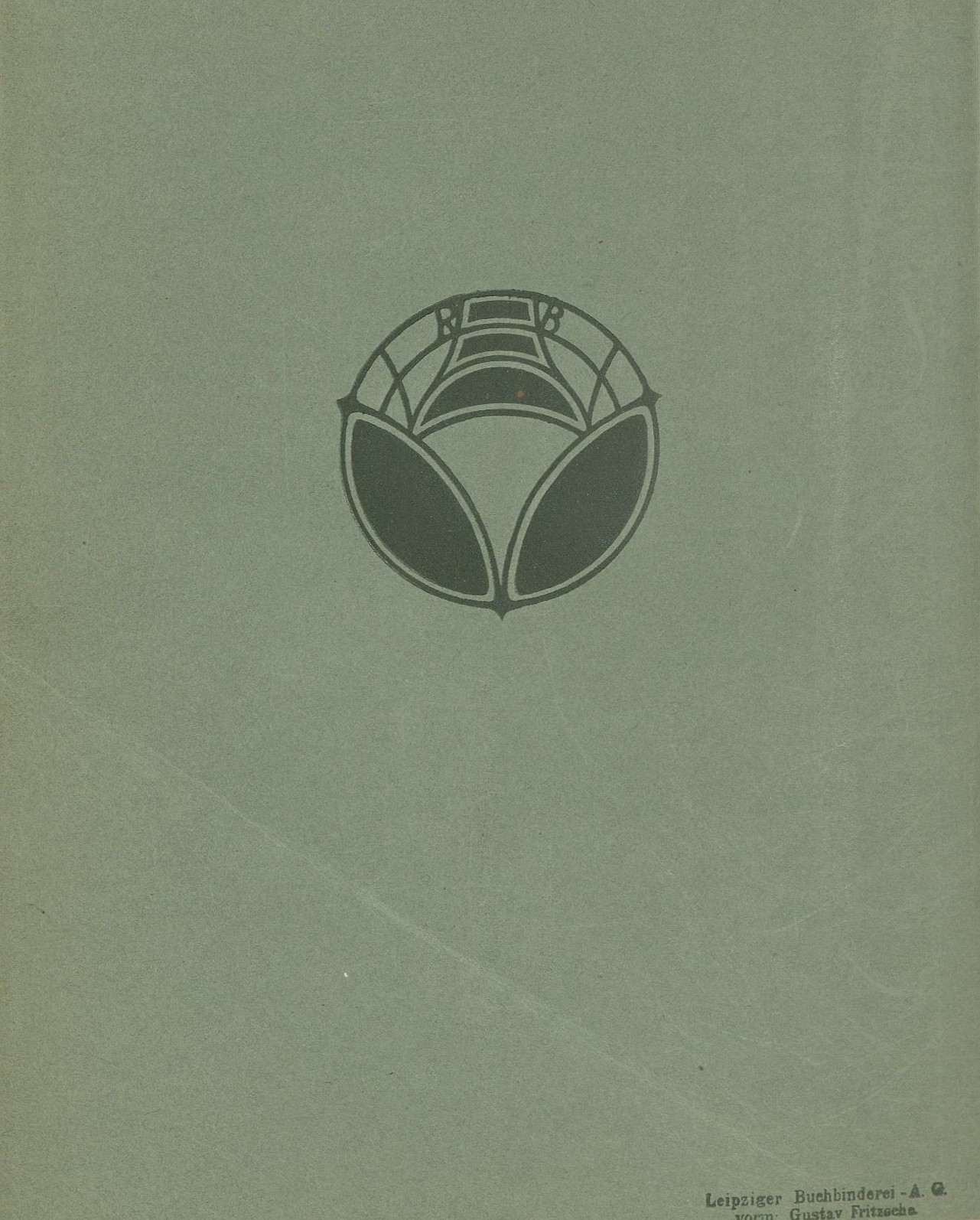
R B (1902)

Otto Richard Bossert (* 23. April 1874 in Heidelberg; † 14. Januar 1919 in Leipzig) war ein deutscher Grafiker und Maler. Seine Frühwerke lehnen sich an Max Klinger an.

## Leben
Otto Richard Bossert besuchte von 1889 bis 1894 die Staatliche Akademie der Bildenden Künste Karlsruhe, bevor er 1896 nach Köln und noch im selben Jahr nach Leipzig übersiedelte. In Leipzig studierte er an der Königlichen Kunstakademie und Kunstgewerbeschule Buchgewerbe, Illustration und Reklamegrafik. Er wurde Dekorations-  und Musterzeichner sowie Zeichenlehrer und war bis zu seinem Ableben Lehrer an der Königlichen Akademie für graphische Künste in Leipzig. Einer seiner Schüler war dort Johannes Weidenbörner.
Bossert beschäftigte sich zusätzlich mit der Gestaltung von Bucheinbänden, Gravuren für Buchbinder und Werbegraphiken. Neben seinen Auftragsarbeiten schuf er zahlreiche Graphiken, aber auch Ölgemälde. Sein Atelier befand sich im Leipziger Künstlerhaus. Sein zeichnerisches Frühwerk war von Max Klinger beeinflusst. In seinen Radierungen und Holzschnitten herrscht das figürliche Sujet vor.
1903 gewann er den von Max Klinger im Leipziger Kunstverein ausgeschriebenen Akt-Wettbewerb. Eine Studienreise führte ihn nach Italien. Ab 1904 unterrichtete er an der Leipziger Königlichen Kunstakademie und Kunstgewerbeschule Holzschnitt und photomechanisches Zeichnen. Einer seiner Schüler war Hanns Zehtmeyer. 1914 erhielt er den Villa-Romana-Preis.

## Mitgliedschaften
- Deutscher Künstlerbund
- Karlsruher Künstlerbund
- Leipziger Künstlerbund

## Werke (Auswahl)
- 1901: Musikordnung (Einband)
- 1901: J. S. Bach (Zeichnung)
- 1901: Thomasschule zu Leipzig (Feder- und Tuschezeichnung)
- 1903: Ausstellung Leipziger Künstlerbund (Plakat)
- 1905: Porträt von Hans Burckhardt (Öl auf Leinwand)
- 1908: Alter Mann bei der Arbeit vor einem Schuppen sitzend (Holzschnitt)
- um 1910: Weidende Kühe und Schafe an einer Windmühle
- 1910: Lucas Cranach (Holzstich)
- 1910: Ernten (farbige Zeichnung)
- 1911: Am Fenster (Zeichnung für Kalenderblatt)
- 1912: Die Petersstraße zur Messe (Gouache)
- 1912: Stehender Frauenakt mit 3 schwarzen Schwänen (Holzstich)
- 1913: Bretonische Fischer Netze einholend (Farbzeichnung auf Leinwand)
- 1913: Altes Theater (Federzeichnung)
- 1913: Hirtin (Kupferstich)
- 1914: Lesender Mönch (Holzschnitt, Entwurf einer Postkarte)
- 1914: Lesende Frau (Holzschnitt, Entwurf einer Postkarte)
- 1914: Alte Frau auf einem Stuhl (Kohlezeichnung)
- 1914: Ernte (Kohlezeichnung)
- 1916: Paar (Kaltnadelradierung)
- um 1917: Kriegsnotspende für Leipzig (Holzschnitt)
- 1918: Hirte mit Kühen (Lithographie)
- 1918: Sommer (Kupferstich)
- 1918: Herbst (Kupferstich)
- 1918: Landschaftsbild mit Baum im Vordergrund (Radierung)
- 1919: Landschaft (Radierung)
- 1919: Ernte (Holzschnitt)
- 1919: Land (Folge von acht Radierungen)

## Bildbeispiele

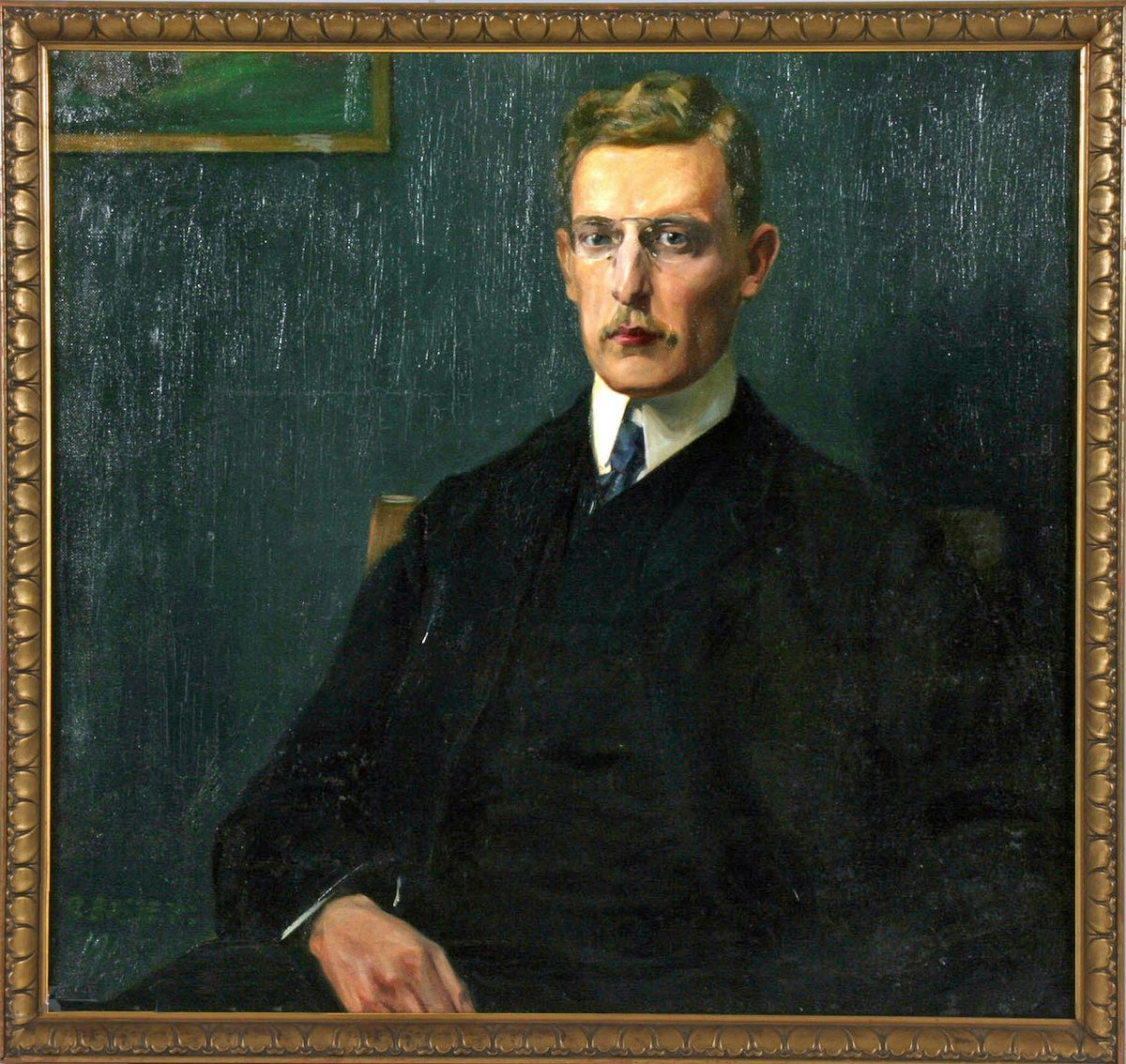
Hans Burckhardt (Öl auf Leinwand)
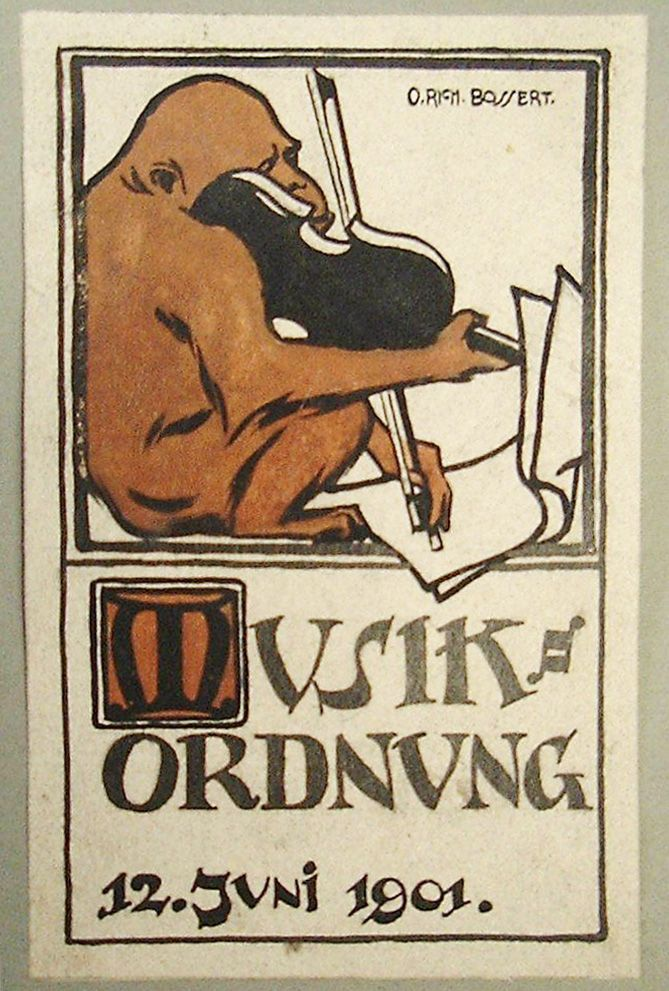
Musikordnung (Einbandgestaltung)
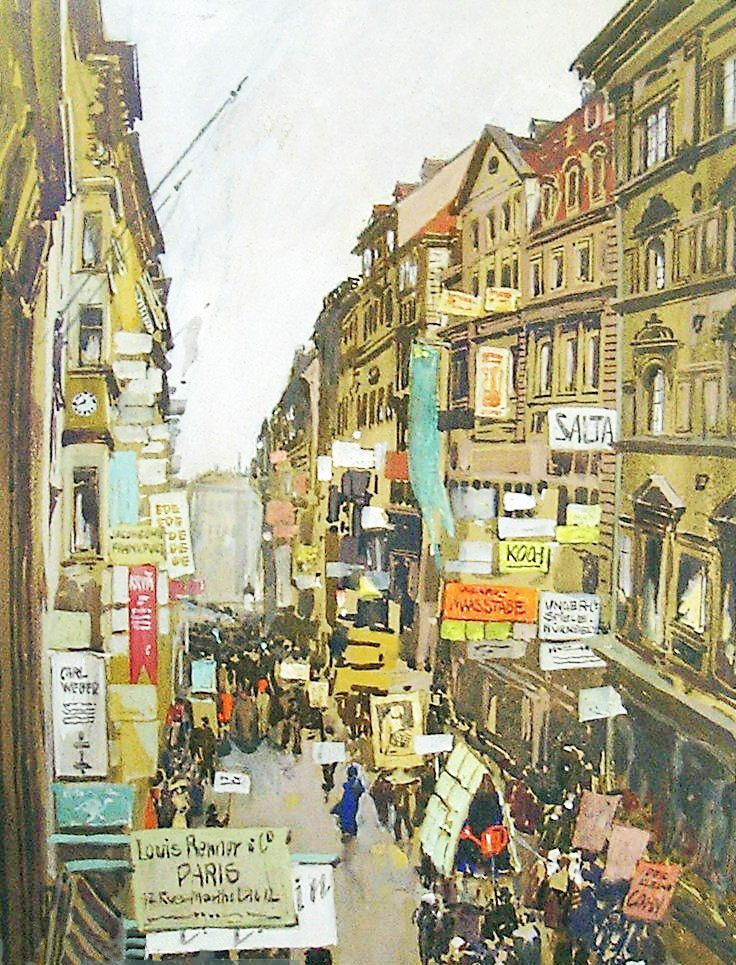
Petersstraße zur Messe (Gouache)
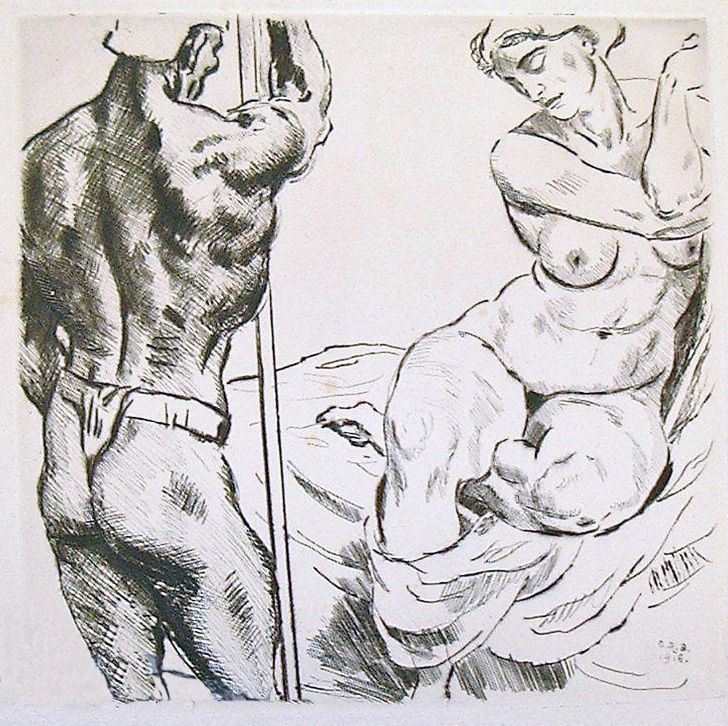
Paar (Kaltnadelradierung)
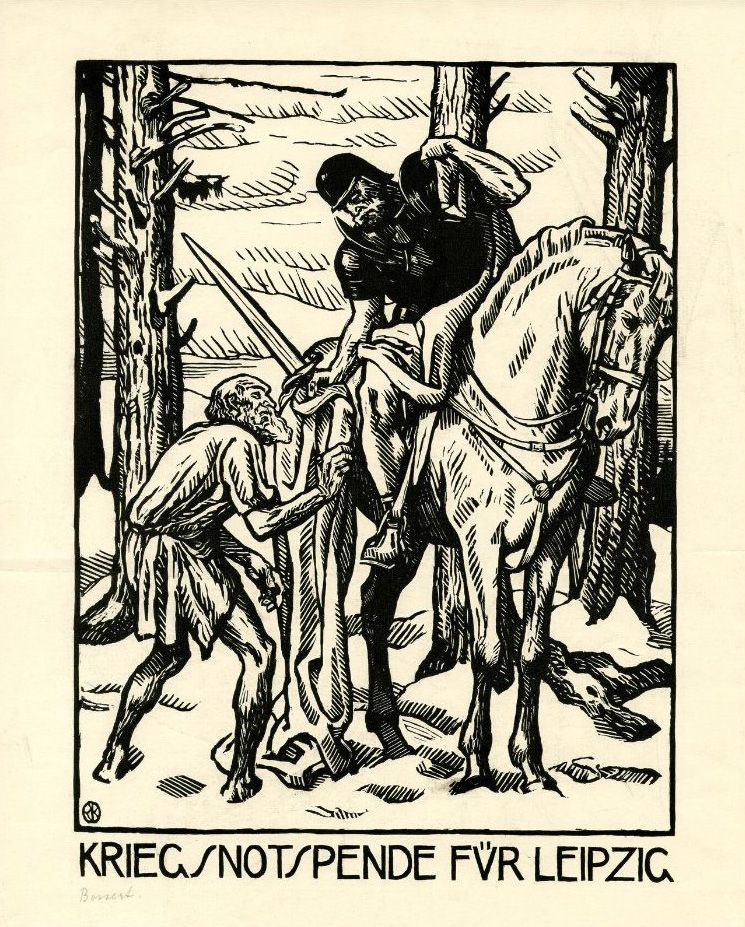
Kriegsnotspende Leipzig (Holzschnitt)
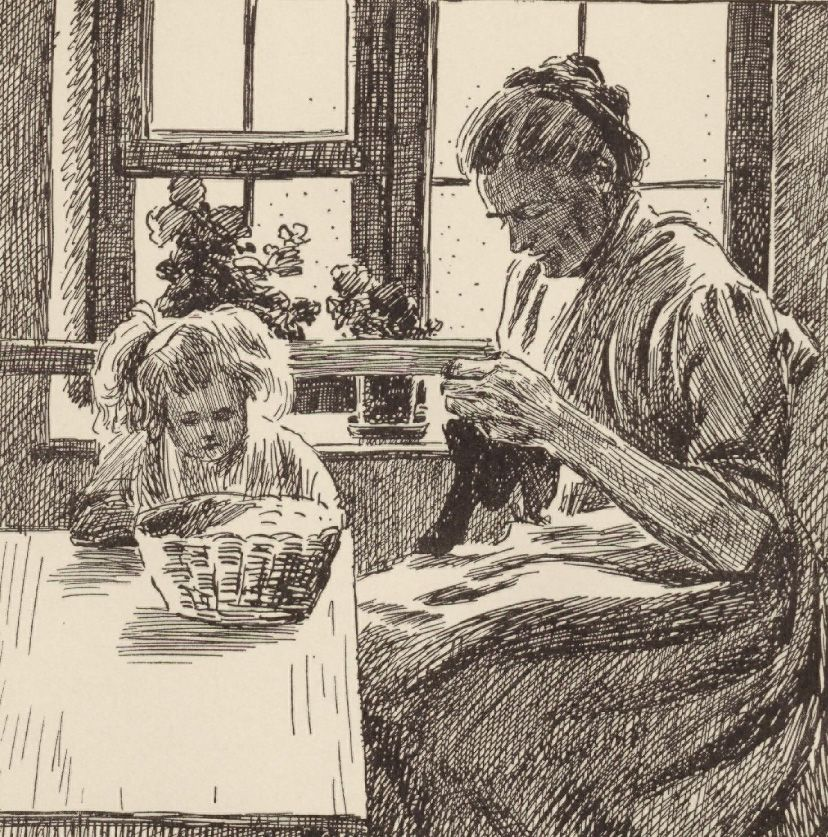
Am Fenster (Kalenderblatt-Zeichnung)
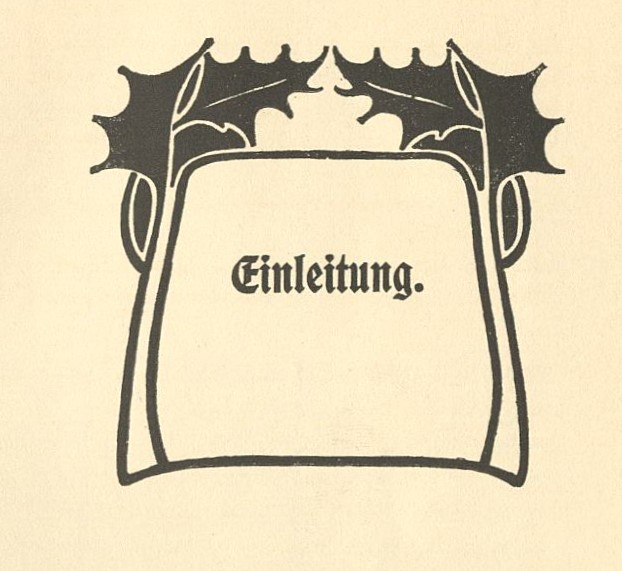

## Schüler
- 1914: Annemarie Jacob[3]
- 1918: Hilde Goldschmidt